# 하재훈 (1965년)
하재훈(河在勳, 1965년 8월 15일 ~ )은 대한민국의 전 축구 선수 및 지도자이다. 현역 시절 포지션은 수비수였다.

## 선수 경력
1987년, 유공 코끼리에서 프로 선수 경력을 시작하여 1994년 은퇴까지 원클럽맨으로 활약하였다.

## 지도자 경력
2009년 새롭게 창단되어 내셔널리그에 참여하게 되는 천안시청 축구단의 초대 감독으로 부임하였다.

## 수상

### 클럽
유공 코끼리
- K리그 우승 : 1989

### 국가대표팀
대한민국 축구 국가대표팀